# Médée (Euripide)
Pour les articles homonymes, voir Médée (homonymie).
Médée (en grec ancien Μήδεια / Mếdeia) est une tragédie grecque d’Euripide, produite en 431 av. J.-C. lors des Grandes Dionysies, obtenant le troisième prix. Elle traite de la fin de l'histoire de Jason et de Médée, qui ont tous deux fui vers Corinthe après que Médée eut tué Pélias, par amour pour Jason. L'œuvre est distinguée en 2002 comme l'un des 100 meilleurs livres de tous les temps par le cercle norvégien du livre.
Euripide fond en une seule tragédie d'une part l'ample épopée des Argonautes, d'autre part les traditions diverses qui font de Médée une meurtrière. « C'est certainement Euripide qui a imaginé de faire du meurtre des enfants un acte délibéré de Médée, audacieuse innovation, car ailleurs (Folie d'Héraclès, Bacchantes) l'infanticide a toujours l'excuse de l'égarement envoyé par un dieu. […] De tous les poètes grecs, Euripide est le seul qui ait dépassé la misogynie populaire et osé dire atroce la condition des femmes. Celle-ci apparaît dans toute son absurdité dans Médée, partagée entre une sensualité exigeante qui devrait faire d'elle une esclave soumise, et un caractère auquel les vertus patientes sont étrangères. Au moment même où elle vient de les répudier avec mépris, elle dit à sa nourrice : « Je compte sur toi, tu es une femme aussi ». « Toute une vie écartelée tient dans ce pathétique appel. »

## Personnages
- Médée ancienne fiancée de Jason
- Jason d'abord mari de Médée puis de la fille de Créon, Glaucé
- Créon beau-père de Jason
- La nourrice qui est au côté du précepteur et de Médée, elle exprime le mal qui habite cette dernière
- Le précepteur
- Le choeur
- Le coryphée qui ici sert de figure morale envers les actes de Jason et de Médée
- Le messager qui annonce la mort de la fille de Créon

## Genèse et histoire

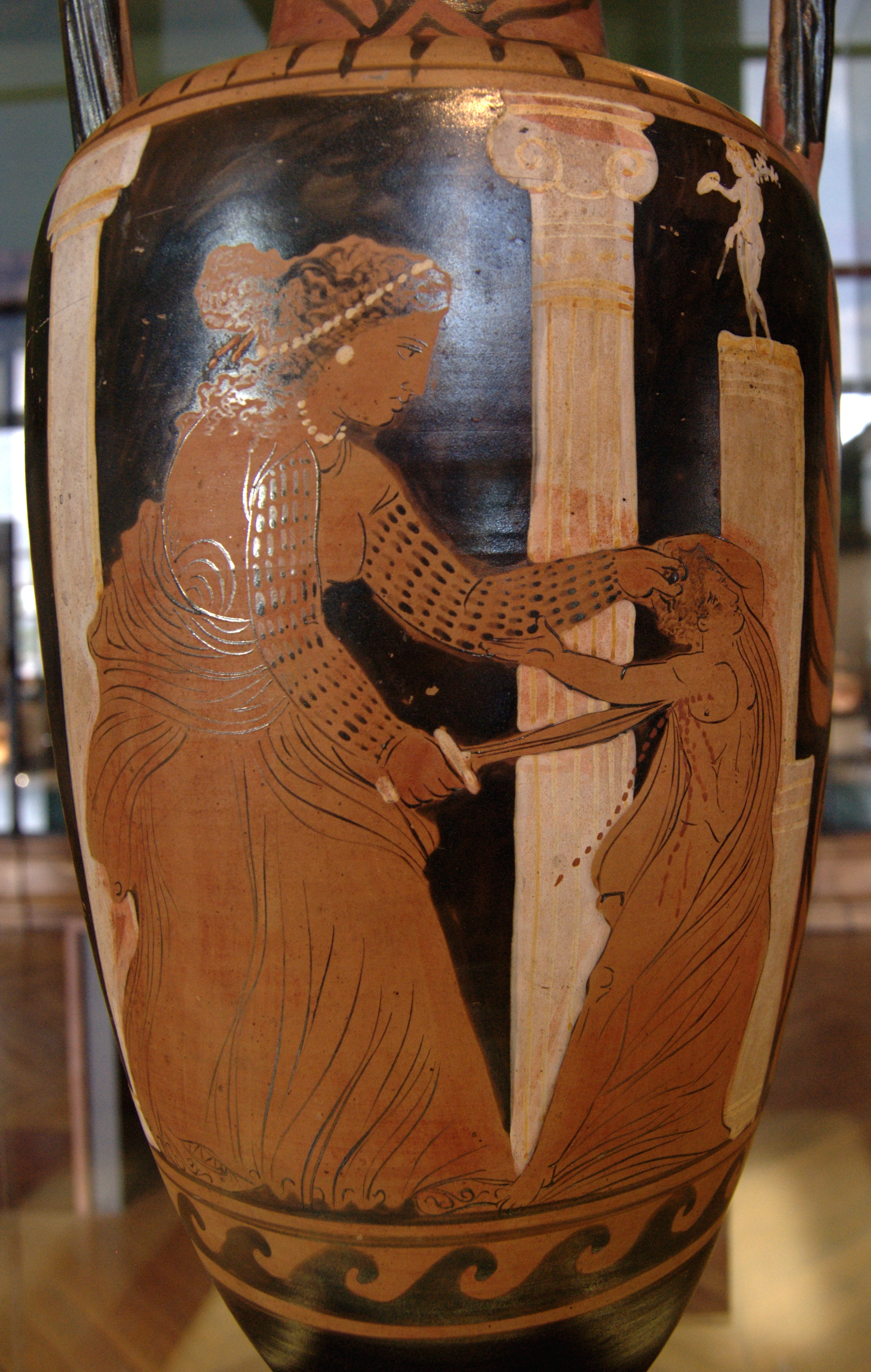
Médée tuant son fils, amphore à figures rouges campanienne, vers 330 av. J.-C., musée du Louvre (K 300)

## Plan

### Argument
La pièce s'ouvre sur les lamentations de Médée, délaissée par son époux Jason pour qui elle a trahi son père et tué son frère. Jason l'abandonne pour la fille du roi Créon qui, ayant appris les menaces de Médée à l'encontre de sa famille, la condamne, elle et les deux fils qu'elle a eus de Jason, à l'exil. Médée supplie alors Créon de lui accorder un jour de délai pour préparer son départ, en fait pour préparer sa funeste vengeance : elle va convaincre Jason de laisser leurs enfants apporter un diadème et un voile (dont il ignore qu'ils sont empoisonnés) à la princesse qui va ainsi mourir dans d'atroces souffrances, ainsi que Créon son père. Ensuite elle tue ses propres enfants pour lui broyer le cœur (trad. Debidour). Au moment où Jason apparaît pour se venger d'elle, elle disparaît sur un char ailé emporté par des dragons, le cadavre de ses fils à ses pieds, en direction d'Athènes, dirigé par Egée, où elle a obtenu asile.

## Analyse
La pièce déroule de façon implacable le projet de Médée annoncé dès la parodos. Il y a, en le personnage de Médée, un mélange de désespoir et de froide raison, qui lui permet de planifier la destruction à la fois de sa rivale, la princesse, et de ses propres enfants, presque sans hésitations. Les deux moments charnières sont ceux où Créon d'abord, Jason ensuite, cèdent à la compassion : Créon lorsque Médée lui demande un jour de délai (ce qui lui permet de préparer le meurtre de la princesse) ; Jason, lorsqu'il accepte d'intercéder auprès de Créon et de sa fille pour révoquer l'exil de ses enfants.
La présence du chœur fait également un fort effet, car celui-ci est dès le début dans les confidences de Médée, il sait tout ce que trame l'épouse outragée, mais il est seulement spectateur, il n'a pas de pouvoir d'action, il assiste donc passivement à l'exécution de la princesse, du roi et des enfants de Médée sans rien pouvoir faire, incarnant ainsi dans toute sa radicalité la violence de l'impuissance.

## Adaptations et mises en scène notables
- Médée mis en scène par Jacques Lassalle en 2000 au festival d'Avignon (avec Isabelle Huppert)
- adaptation en bande dessinée par Tori McKenna, dans Le canon graphique I p. 67-80
- Bande dessinée Médée de Nancy PENA et Blandine LE CALLET
- Philippe Brunet - "Médée" Création Dionysies 2025 par le Théâtre Démodocos et l’atelier Choeur et Théâtre antiques de Sorbonne Université